# Okres Český Krumlov
Český Krumlov (Duits: Böhmisch Krumau) is een district (Tsjechisch: Okres) in de Tsjechische regio Zuid-Bohemen. De hoofdstad is Český Krumlov. Het district bestaat uit 45 gemeenten (Tsjechisch: Obec). Dit district heeft de laagste bevolkingsdichtheid van heel Tsjechië (37 inwoners per km²). De rivier Moldau met het stuwmeer Lipnomeer stroomt door deze okres.

## Bezienswaardigheden
- het Lipnomeer Water- en wintersport
- Uitzichtpunt op de berg Kleť
- De rivier Moldau
- Vele ruïnes
- Klooster Zlatá Koruna
- De Middeleeuwse stad Český Krumlov met kasteel en slot
- Cisterciënzerklooster van Vyšší Brod

## Lijst van gemeenten
De obce (gemeenten) van Okres Český Krumlov. De vetgedrukte plaatsen hebben stadsrechten. De cursieve plaatsen zijn steden zonder stadsrechten (zie: vlek).
Benešov nad Černou - Besednice - Bohdalovice - Brloh - Bujanov - Černá v Pošumaví - Český Krumlov - Dolní Dvořiště - Dolní Třebonín - Frymburk - Holubov - Horní Dvořiště - Horní Planá - Hořice na Šumavě - Chlumec - Chvalšiny - Kájov - Kaplice - Křemže - Lipno nad Vltavou - Loučovice - Malonty - Malšín - Mirkovice - Mojné - Netřebice - Nová Ves - Omlenice - Pohorská Ves - Polná na Šumavě - Přední Výtoň - Přídolí - Přísečná - Rožmberk nad Vltavou - Rožmitál na Šumavě - Soběnov - Srnín - Střítež - Světlík - Velešín - Větřní - Věžovatá Pláně - Vojenský újezd Boletice - Vyšší Brod - Zlatá Koruna - Zubčice - Zvíkov
České Budějovice · Český Krumlov · Jindřichův Hradec · Písek · Prachatice · Strakonice · Tábor